# Гишов
Гишов (нем. Gischow) — община в Германии, в земле Мекленбург-Передняя Померания.
Входит в состав района Пархим. Подчиняется управлению Эльденбург Любц.  Население составляет 278 человек (на 31 декабря 2010 года). Занимает площадь 16,87 км².
Община подразделяется на 2 сельских округа.